# Patrick Agbo Umomo
Patrick Agbo Umomo (ur. 21 października 1981) – piłkarz nigeryjski grający na pozycji napastnika.

## Kariera piłkarska

### Kariera klubowa
Wychowanek klubu NUB, w którym zaczynał karierę piłkarską. W 2000 wyjechał do Europy, gdzie został piłkarzem CSKA Kijów, chociaż występował w farm klubach Systema-Boreks Borodzianka i CSKA-2 Kijów. W 2001 przeszedł do Metałurha Donieck, skąd jesienią 2002 został wypożyczony do Prykarpattia Iwano-Frankowsk. W 2003 bronił barw klubów Zoria Ługańsk i Awanhard Roweńki. Na początku 2004 podpisał kontrakt z uzbeckim Navbahorem Namangan. Jesienią 2004 występował na wypożyczeniu w ormiańskim klubie Bananc Erywań, a wiosną 2006 w omańskim Al-Fesali. W 2007 przeniósł się do Quruvchi Taszkent, a w następnym roku do Dinama Samarkanda.